# José Mármol (Buenos Aires)
José Mármol (appelée localement Mármol) est une localité dans la province de Buenos Aires, en Argentine. Elle est située dans le partido d'Almirante Brown.

## Géographie
José Mármol est une banlieue de l'agglomération du Grand Buenos Aires qui se situe à 20 km au sud du centre-ville et à 2 km à l'est d'Adrogué, chef-lieu du partido. José Mármol partage une frontière avec le partido de Lomas de Zamora. Aucun cours d'eau ne traverse le territoire de la localité.

### Transports
José Mármol est reliée à Buenos Aires par l'avenue República Argentina et à Quilmes par l'avenue General San Martín. Elle tient une aussi une liaison ferroviaire avec Buenos Aires et les autres banlieues via la ligne de chemin de fer Roca (ligne Temperley-Villa Elisa). La route provinciale 210 passe à proximité de son territoire.

## Toponymie
La localité est nommée en l'honneur de José Mármol. 

## Histoire
Jusqu'à la fin du XIXe siècle, le territoire de José Mármol était très peu habité. C'est en 1884 que la ligne de chemin de fer Roca fut construite et qu'une gare a été aménagée dans la localité. Cette dernière a été ouverte en avril 1884, cependant la date de fondation de la localité a été fixée en janvier de la même année. Durant les années 1950, José Mármol commença à se peupler ; durant toute la fin du XXe siècle, cette croissance fut beaucoup plus forte, notamment grâce à la périurbanisation.

## Population et société
La localité comptait 41 109 habitants en 2001. Elle a donc droit à une délégation municipale, représentée par Valeria Ramallo.
On trouve un centre pédriatique et plusieurs pharmacies à José Mármol. Il existe huit écoles dont quatre publiques et quatre privées, et six écoles maternelles. 

### Cultes
On trouve une église catholique à José Mármol, dédiée à Nuestra Señora de Luján (Notre-Dame de Luján). Trois chapelles catholiques sont localisées sur le territoire marmolense. Il y a aussi une église évangélique à José Mármol.

## Sports
On trouve un complexe sportif et un club de tennis dans la partie ouest de José Mármol.

## Lieux et monuments
- Place Los Aromos de Nuestra Señora de Luján, située au centre de José Mármol.

## Personnalités
- Cirse, groupe de rock alternatif formé à José Mármol.